# Kryptozoospermia
Kryptozoospermia – obecność nielicznych plemników w nasieniu.

W przypadkach pacjentów z kryptozoospermią w ogólnym badaniu nasienia pod mikroskopem nie obserwuje się plemników w preparacie bezpośrednim, ale pojedyncze plemniki są obecne w osadzie po odwirowaniu.
Przyczyna, diagnostyka i leczenie są podobne jak w przypadku azoospermii.